# Charminar

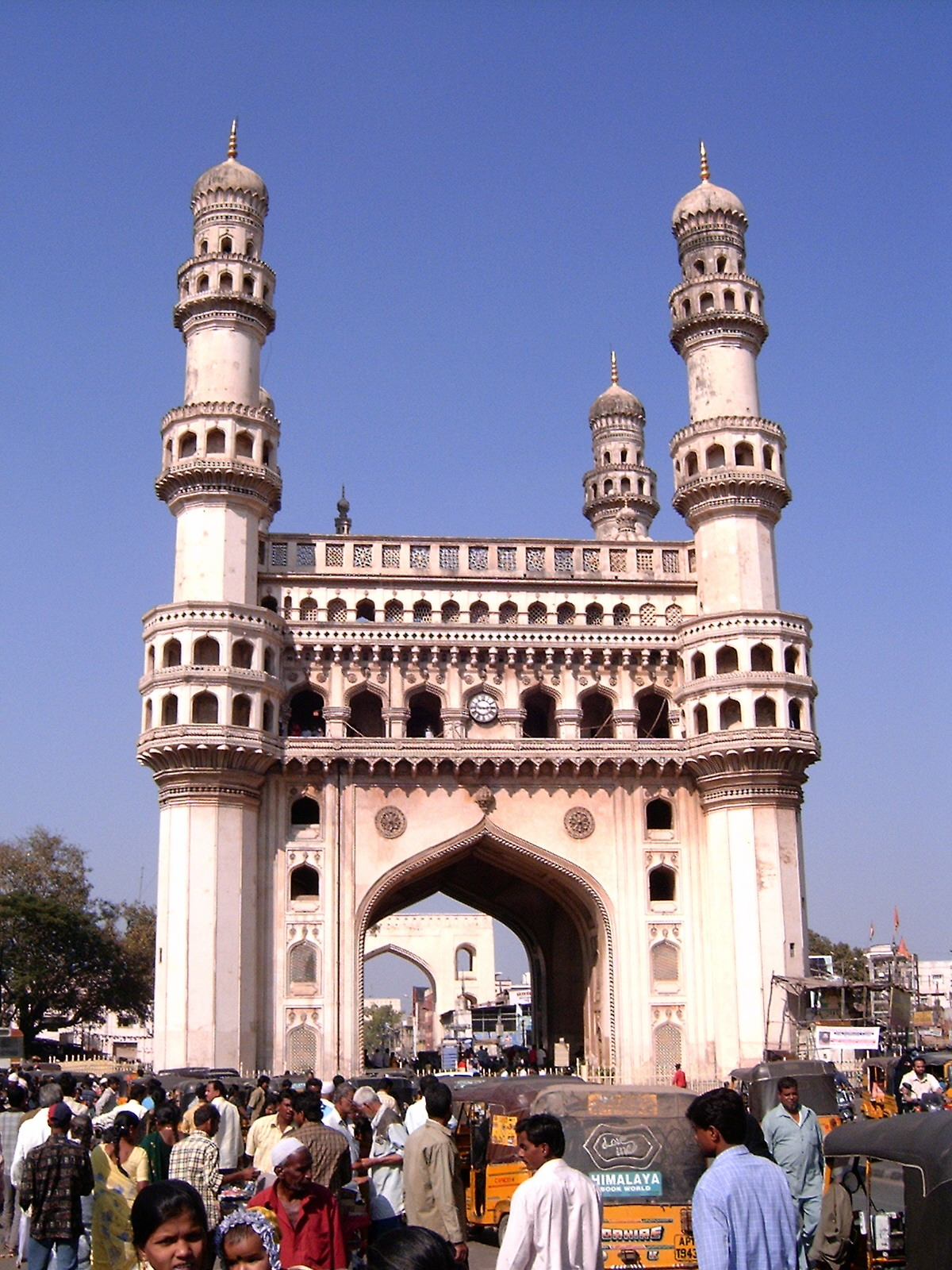
Charminar

De Charminar (Devanagari: चार मीनार, Telugu: చార్మినార్, Nastaliq: چار مینار) is een monument in de Indiase stad Haiderabad (de hoofdstad van de deelstaat Telangana).
Vrij vertaald betekent Charminar vier torens of Moskee met vier minaretten. Het bouwwerk werd in 1591 gebouwd in opdracht van Muhammad Quli Qutb Shah. Dit omdat de pest was bedwongen. In 1889 werd boven elke poort een klok geplaatst.
De Charminar is een granieten bouwwerk van 20 bij 20 meter met op elke hoek een minaret van 48,7 meter hoogte. Elke minaret heeft vier verdiepingen met een balkon dat rondom de toren loopt.
Tussen de torens bevindt zich een overdekte binnenplaats. Deze is toegankelijk via vier poorten van 11 meter breed en 20 meter hoog. Van hieruit kan men in een van de torens naar binnen en via een trap met 149 treden naar boven. Boven de binnenplaats zijn twee verdiepingen waarin een gebedsruimte is ondergebracht. Hierboven bevindt zich een terras.
De Charminar kijkt uit over de Mecca Masjidmoskee.